# Maurucie
Maurucie (lit. Mauručiai) – wieś na Litwie, na Suwalszczyźnie, w rejonie preńskim w okręgu kowieńskim. Przez wieś przebiega trasa europejska E67.
Za Królestwa Polskiego przynależała administracyjnie do gminy Wejwery w powiecie mariampolskim.
We wsi znajduje się stacja kolejowa.
Graniczy z wsią Jurgieniszki.